# 壱岐村
壱岐村（いきむら）は、福岡県早良郡にあった村。旧・筑前国。1941年に同じ早良郡内の残島村、隣接する糸島郡今宿村と同時に福岡市へ編入され、自治体としては廃止された。現在は西区の一部となっている。
本項では発足当初の名称である山門村（やまとむら）についても述べる。

## 歴史

### 沿革
- 1889年（明治22年）4月1日 - 町村制施行により、早良郡戸切村、野方村、橋本村、福重村、石丸村、十六丁村、下山門村が合併し山門村が発足。
- 1891年（明治24年） - 壱岐村に改称。
- 1941年（昭和16年）10月15日 - 糸島郡今宿村、早良郡残島村とともに福岡市へ編入。同日壱岐村廃止。
- 1972年（昭和47年）4月1日 - 福岡市が政令指定都市へ移行。旧村域は西区の一部となる。
- 1982年（昭和57年）5月10日 - 西区の3分割に伴い、旧村域は西区（新設）の一部となる。

### 地名
地名としての「壱岐」は1975年の壱岐団地の設置で復活している。
西警察署壱岐交番、福岡壱岐郵便局、福岡市立壱岐小学校、西鉄壱岐営業所などに壱岐の名が現在も使われている。

## 交通

### 鉄道
- 鉄道省（現・九州旅客鉄道）
  - 筑肥線
    - （設置駅無し）

なお、壱岐村時代には存在していないが、1986年7月20日に姪浜（旧姪浜町域） - 今宿駅（旧今宿村域）間に下山門駅が開業している。

また現在は旧村域を地下鉄七隈線が通り、橋本駅が設置されているが当時は未開通。